# Hjørrings kommun
Hjørrings kommun (danska: Hjørring Kommune) är en kommun i Region Nordjylland i norra Danmark. Kommunens centralort är staden Hjørring. Andra större tätorter är Hirtshals och Sindal.
Tidigare har kommunen tillhört dåvarande Nordjyllands Amt.

## Administrativ historik
Hjørrings kommun bildades i samband med kommunreformen 1970 genom en sammanslagning av Hjørrings stad med landskommunerna Bjergby-Mygdal, Sankt Hans-Sankt Olai, Skallerup-Vennebjerg, Tårs och Vrejlev-Hæstrup samt en del av Rubjerg-Mårups landskommun (Mårups socken).
Den 1 januari 2007, som en del av kommunreformen 2007, gick kommunerna Hirtshals, Løkken-Vrå och Sindal upp i Hjørrings kommun.

### Vapen för tidigare kommuner inom den nuvarande kommunen

Hirtshals kommun (1964–2006)
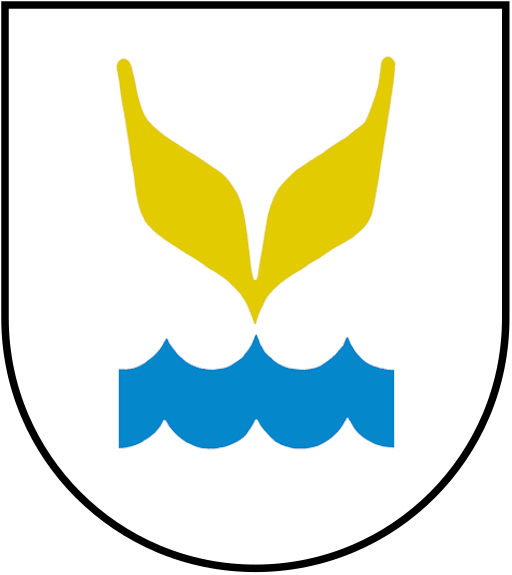
Løkken-Vrå kommun (1977–2006)
Sindals kommun (1974–2006)

## Tätorter
I Hjørrings kommun finns 22 tätorter (danska: byområder):
- Astrup
- Bindslev
- Bjergby
- Harken
- Hirtshals
- Hjørring (centralort)
- Horne
- Hundelev
- Lendum
- Løkken
- Lønstrup
- Lørslev
- Mosbjerg
- Poulstrup
- Rakkeby
- Sindal
- Tornby
- Tversted
- Tårs
- Vrensted
- Vrå
- Åbyen

Orterna Børglum, Sønder Rubjerg, Tolne, Uggerby och Vidstrup har tidigare räknats som tätorter men uppfyller inte längre kriterierna.